# Prune citron
 (janvier 2018).
Si vous disposez d'ouvrages ou d'articles de référence ou si vous connaissez des sites web de qualité traitant du thème abordé ici, merci de compléter l'article en donnant les références utiles à sa vérifiabilité et en les liant à la section « Notes et références ».

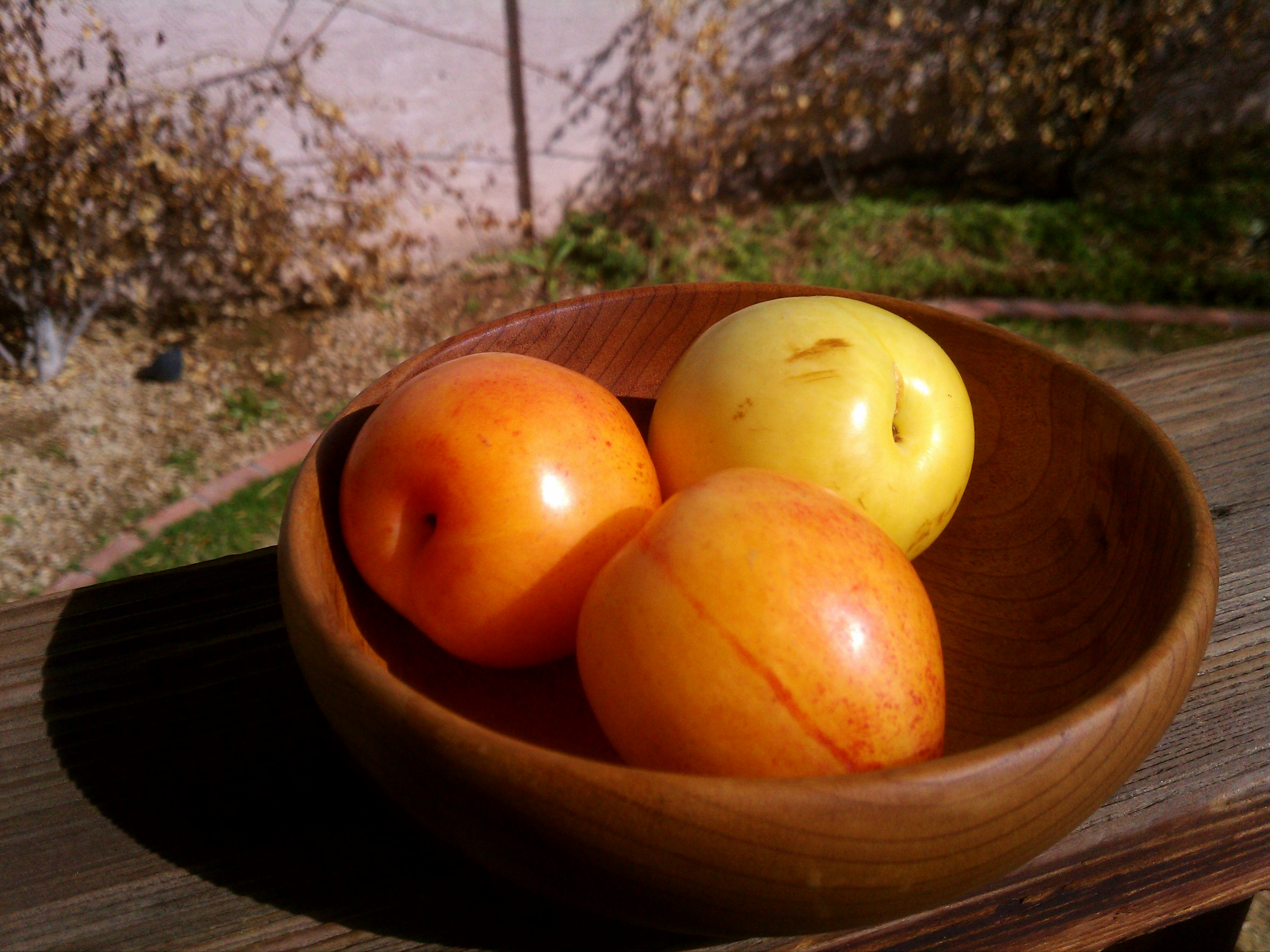
Un bol de prunes citron

Une prune citron est un fruit comestible rare importé du Chili. La prune citron a d'abord été cultivée en Israël ; les variétés ont été transportées au Chili, où cette prune sucrée est maintenant cultivée et exportée.

## Description
Son goût ressemble à celui d'une prune, et elle est très juteuse et sucrée. Le fruit a une forme semblable à celle d'un citron, sauf qu'une extrémité est arrondie et l'autre extrémité est en pointe. Elle a été nommée prune citron en raison de sa couleur, et non de sa saveur, car quand elle n'est pas mûre, elle a une couleur jaune vif, et elle est aigre. Quand elle mûrit, sa couleur change de jaune à orange doré et devient rouge-violet foncé quand elle est mûre. Elle a une odeur un peu florale très parfumée. Comme toutes les drupes, cette prune a un noyau immangeable.
Les prunes citrons sont meilleures mangées fraîches. Elles peuvent être consommées quand elles sont encore jaunes, lorsque leur chair est encore croquante et légèrement acide ou lorsque la prune a complètement mûri.
La prune citron est une excellente source de vitamine A, de vitamine C et de fibres.
Leur pic de disponibilité aux États-Unis est très court et est généralement en février. Elle a un faible besoin en heures de réfrigération, la rendant appropriée pour les zones côtières et le sud de la Californie, et mûrit en août dans le centre de la Californie, accrochée sur l'arbre jusqu'à la fin du mois.
Cette variété de prune est peut-être, mais c'est peu probable, celle appelée « Inca », introduite par Luther Burbank en 1919, et cultivée dans des quantités très limitées aux États-Unis. L. E. Cooke Co., un gros producteur d'arbres fruitiers à racines nues dans les vergers et les jardins familiaux, la liste dans son catalogue.

## Source
- (en) Cet article est partiellement ou en totalité issu de l’article de Wikipédia en anglais intitulé « Lemon plum » (voir la liste des auteurs).